# Super Back to the Future II
Super Back to the Future II (яп. スーパー・バック・トゥ・ザ・フューチャー II Sūpā Bakku tu za Fyūchā Tzu) — видеоигра в жанре платформер, выпущенная для системы Super Famicom. Сюжет основан на событиях второго фильма из трилогии «Назад в будущее». Игру разработали Daft, а издали Toshiba EMI. Игра вышла в Японии 13 июля 1993 года. Критики хвалили игру за музыкальное сопровождение и приятную графику, но в то же время негативно высказались об управлении и однообразии уровней.

## Игровой процесс
Игрок управляет Марти Макфлаем на летающей доске (ховерборде). Игра разбита на 19 уровней: Марти надо облетать объекты и перепрыгивать с платформы на платформу. У персонажа отсутствует какое-либо оружие — единственное, что он может сделать при борьбе с врагами — запрыгивать на их головы. Собирая монеты, разбросанные по уровням, игрок может активировать торговые автоматы, из которых можете получать различные бонусные предметы, такие как дополнительная энергия, неуязвимость, щиты и дополнительные жизни. Из врагов в игре часто появляются полицейские, а также Грифф и вариации Биффа в виде боссов. Всего в игре шесть боссов: каждый из них встречается в конце каждого мира (2 уровня в 1, 2 и 6 мирах, по 4 — в 4 и 5 мирах, и в 3 мире — 5 уровней).

## Сюжет
Игра полностью повторяет события одноимённого фильма 1989 года.
Марти Макфлай возвращается из своего путешествия в 1985 год и решает прокататься на скейтборде, после чего навестить свою подругу Дженнифер Паркер. Неожиданно из будущего появляется Доктор Эмметт Браун и сообщает молодым людям, что в будущем их семью ждут огромные проблемы, и герои должны изменить ход истории, чтобы восстановить мир и спокойствие в семье Макфлаев. Путешественники прибывают в 2015 год. Марти выдаёт себя за своего сына, чтобы противостоять внуку Биффа Таннена, Гриффу, и его банде. Марти удаётся изменить историю благополучным для его семьи образом, но ни он, ни Док не замечают, как престарелый Бифф угоняет ДеЛориан с ранее купленным Марти «Спортивным Альманахом Грейс», в котором напечатаны все результаты спортивных состязаний с 1950 по 2000 годы, перемещается во времени и отдаёт книгу себе молодому в 1955 году. Вернувшись в будущее, Бифф оставляет машину там же, где и оставили её Марти и Док. Когда Марти с Дженнифер возвращается в 1985 год, то не узнаёт свой город — кругом царит хаос и разгул преступности, а разбогатевший Бифф Таннен становится негласным главой города, отчимом Марти и убийцей его отца.
Теперь Марти должен объехать улицы, найти близких, и понять, что произошло с Хилл-Вэлли. Марти придётся воевать с богатым Биффом из 1985 и возвращаться в 1955, чтобы вернуть всё на свои места.

## Разработка и выпуск
Изначально графика и игровой процесс будущей игры напоминали ранние игры серии The Legend of Zelda (в игровых журналах показывались предварительные спрайты персонажей). Только на поздних этапах разработки создатели решили сосредоточиться на ховерборде, а саму графику сделать в стиле аниме (super-deformed). Игра была выпущена 13 июля 1993 года только в Японии, разработчиком выступили Daft, издателем — Toshiba EMI.

## Отзывы
Аарон Бирч из Den of Geek похвалил Super Back to the Future II за опору на оригинал. Джонатан Девиес из Super Play дал игре следующий вердикт: «Немного странно и дерьмово. Скорее обидно, правда». Джонатан положительно высказался о графике и звуковом сопровождении, но крайне негативно оценил «ужасное» управление. Португальский журнал Ação Games негативно высказался об одинаковых и повторяющихся уровнях. Журналом GameFan игровой процесс был встречен очень отрицательно: основной претензией было то, что «в лучшем случае на экране одновременно отображаются 3 из 4 врагов, и они варьируются от смешных до причудливых». Также автору статьи очень не понравилось то, что в основном в игре задействован только Марти. Элли, Пол и Джулс написали совместную статью в журнале Super Control. Элли оценила приятную графику, хорошую систему паролей, чувство юмора в спрайтах персонажа и детализированных злодеев. Пол негативно высказался об управлении и о том, что, по сравнению с играми того времени (в статье в пример приводятся Super Mario All-Stars, Alien 3 и Shadowrun), Super Back to the Future II устарела. Джулсу понравилась графика и стиль, но никак не игровой процесс. Он назвал уровни «слишком длинными и извилистыми». Аллистэр Пинсоф из Destructoid и TSR из французского журнала Joypad сравнивают Super Back to the Future II с игрой от компании Sega — Sonic the Hedgehog 1991 года. Журналами Ação Games, Super Play и GameFan высоко была оценена работа японского композитора Хитоси Сакимито над саундтреком для игры. В рецензии от Retro Gamer боссы были названы пусть и простыми, но запоминающимися.